# Wölsauerhammer
 Wölsauerhammer ist ein Gemeindeteil der Großen Kreisstadt Marktredwitz (Oberfranken, Bayern).

## Geschichte
Wie der Name sagt (der Hammer zum Welsaw), war dies ein ehemaliger Eisenhammer. Erhalten sind zwei Anlagen, die unter der Aktennummer D-4-79-136-126 als denkmalgeschütztes Baudenkmal mit der Bezeichnung „Unteres Hammerherrenhaus, stattlicher, zweigeschossiger Walmdachbau mit Eckerkern und übergiebeltem Mittelrisalit, Schmuckformen im Renaissance- und Barockcharakter, 1888, im Kern um 1790“ und unter der Aktennummer D-4-79-136-125 mit der Bezeichnung „Oberes Hammerherrenhaus: dreigeschossiger, massiver Walmdachbau mit Balkon, 1828 errichtet“ von Wölsauerhammer verzeichnet sind.

## Beschreibung
Der Eisenhammer wurde vom Wasser der Kössein, einem rechten Nebenfluss der Röslau betrieben. Ende des 19. Jahrhunderts entstand auf den Fundamenten der alten Eisenwerke die Spinnerei „Gottfried von Glass“.